# Salvador Correia de Sá e Benevides (político)
Salvador Correia de Sá e Benevides (Rio de Janeiro, 26 de abril de 1826 — Rio de Janeiro, 11 de maio de 1863) foi advogado e político brasileiro.
Nomeado presidente da província de Sergipe em 24 de dezembro de 1855, empossado em 27 de fevereiro de 1856, deixando o cargo em 10 de abril de 1857

## Biografia
Filho de Leonor Maria Saldanha da Gama, dama de honra da imperatriz Teresa Cristina, e de José Maria Correia de Sá e Benevides, Fidalgo Cavaleiro da Casa Imperial. Neto paterno de Maria Benedita de Sampaio Melo e Castro e do Marechal Salvador Correia de Sá e Benevides, 5º Visconde de Asseca. Pelo lado materno, era neto de Maria Constança de Saldanha Oliveira e Daun (filha dos primeiros condes do Rio Maior e, portanto, neta materna do Marquês de Pombal) e de João de Saldanha da Gama Melo Torres Guedes Brito, 6.º conde da Ponte.

Formado Bacharel em Direito em 1849 pela Faculdade de Direito de Olinda. Deputado da Assembléia Geral Legislativa por Alagoas, na 10ª legislatura, de 27 de fevereiro de 1857 a 16 de setembro de 1860.

## Família
Casado em 1850, em Recife, Pernambuco, com Teresa Augusta Barreto Lamenha Lins (1837 - 1907), filha de Maria Isidora Pais Barreto (filha, por sua vez, do Marquês de Recife) e do coronel Bento José Lamenha Lins, com a qual teve os seguintes filhos:
- Maria Leonor Corrêa de Sá e Benevides
- Salvador Corrêa de Sá e Benevides
- Leonor Correia de Sá e Benevides
- Teresa Cristina Correia de Sá e Benevides
- Hermila Adélia Correia de Sá e Benevides